# Nhạc võ Tây Sơn
Nhạc võ Tây Sơn là một nét văn hóa độc đáo của vùng đất Bình Định xuất phát từ phong trào nông dân Tây Sơn cuối thế kỷ 18. Đây là loại võ nhạc nhằm kích thích sĩ khí của ba quân trong luyện tập cũng như trong chiến đấu. Cũng theo truyền thuyết thì tiếng võ nhạc Tây Sơn cũng là một trong những yếu tố quan trọng tạo nên cuộc hành quân thần tốc và chiến thắng oanh liệt của vua Quang Trung trong cuộc chiến chống ngoại xâm.

Nhạc võ Tây Sơn gồm một bộ 12 cái trống để tượng trưng cho 12 con giáp. Bộ trống được dựng thành dàn, theo thứ tự ba hàng từ lớn đến bé. Người cử trống đánh cả hai tay và cùi chỏ, cùng hai dùi trống (gọi là roi), dài khoảng 30 cm, đánh cả hai đầu. Đưa hai tay lên múa là có thể đánh cả bốn mặt trống hay tang trống cùng một lúc. Vào một bài trống (gồm 3 hồi: xuất quân - xung trận hãm thành - ca khúc khải hoàn), nghệ nhân đánh trống có thể khiến người nghe cảm thấy cảnh mưa rào thác đổ, khi nhặt khi khoan, khi dồn dập bức tim, khi hào hùng phấn chấn. Và đặc biệt người đánh trống vừa đánh vừa di chuyển chứ không ngồi một chỗ như nhạc công tấu nhạc.